# Rhembobius perscrutator
Rhembobius perscrutator är en stekelart som först beskrevs av Carl Peter Thunberg 1822.  Rhembobius perscrutator ingår i släktet Rhembobius och familjen brokparasitsteklar. Arten är reproducerande i Sverige. Inga underarter finns listade i Catalogue of Life.